# Gogrial
Gogrial – miasto w Sudanie Południowym, w stanie Warrap, nad rzeką Jur. Liczy 33 387 mieszkańców (2010). Ośrodek przemysłowy. W mieście znajduje się port lotniczy Gogrial.